# Wilanowo (Barwik)
Wilanowo, dodatkowa nazwa w języku kaszubskim Wilanowò, niem. Willanowo – część wsi kaszubskiej Barwik w Polsce, położona w województwie pomorskim, w powiecie kartuskim, w gminie Przodkowo, przy drodze wojewódzkiej nr 224.
Teren historycznej wsi Wilanowo podzielony jest obecnie między 2 sołectwa. Część (o numerze w bazie TERYT 0169472) należy do sołectwa Barwik, a część nazwana Wilanowo Załęskie (TERYT 0169549) do sołectwa Hopy.
Nazwa wsi jest nazwą późną, notowaną w źródłach dopiero pod koniec XIX w. Nazwa została przeniesiona z miejscowości Wilanów - obecnie dzielnicy Warszawy. Nastąpiła jedynie zmiana sufiksu -ów, na typową, m.in. dla nazw miejscowości na ternie Kaszub, końcówkę -owo. Warszawski Wilanów pierwotnie nosił nazwę Milanów. Po zakupieniu jego terenów przez króla Polski Jana III Sobieskiego, jego żona Marysieńka nazwała miejscowość Villa Nova (łac. Nowa Osada), z czego potem stworzono Wilanów.
W latach 1975–1998 Wilanowo administracyjnie należało do województwa gdańskiego.